# Flindersia brayleyana
Flindersia brayleyana är en vinruteväxtart som beskrevs av Ferdinand von Mueller. Flindersia brayleyana ingår i släktet Flindersia och familjen vinruteväxter. Inga underarter finns listade i Catalogue of Life.